# NGC 4555
NGC 4555 (również IC 3545, PGC 41975 lub UGC 7762) – galaktyka eliptyczna (E), znajdująca się w gwiazdozbiorze Warkocza Bereniki. Odkrył ją William Herschel 6 kwietnia 1785 roku.